# جلبک دریایی

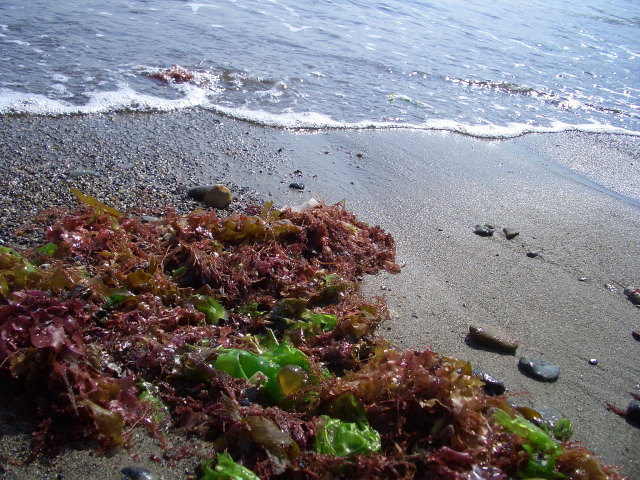
جلبک دریایی در ساحل دریا

جُل‌وزغ یا جلبک دریایی (به انگلیسی: Seaweed) به جلبکهایی بزرگ و قابل دید دریا گفته می‌شود. پیدازادان جزو جلبک‌های دریای به‌شمار نمی‌آیند. برای اشاره به پیدازادگان که گروه‌های محدود و کمتری را شامل می‌شوند، از واژهٔ علف دریایی (به انگلیسی: Seagrass) استفاده می‌شود. جلبک‌های میکروسکوپی دیگری که در دریا زندگی می‌کنند مانند پلانکتونها نیز جزو جلبک‌هایی دریایی نیستند.
جلبک‌های دریایی سبز رنگ در نقاط کم عمق دریا یافت می‌شوند و نوع قهوه‌ای آن در مناطق پرعمق دریا نیز قادر به زندگی است. از جلبک دریایی برای صنایع خوراکی، کود و دیگر صنایع استفاده می‌شود.

## انواع جلبک دریایی
- جلبک قهوه‌ای (به انگلیسی: Brown algae):کونبو، هیجیکی، واکامه، فوکوس، موزوکو
- جلبک قرمز:تن‌گوسا، آساکوسانوری
- جلبک سبز:آئونوری، آئوسا، میرو